# Atlanta (televizijska serija)
Atlanta (eng. Atlanta) je američka humoristična/dramska serija čiji je kreator i glavni glumac Donald Glover. Radnja serije vrti se oko dvojice rođaka koji se pokušavaju probiti na glazbenoj rap sceni Atlante u nadi da će tako popraviti svoje živote i živote svojih obitelji. Televizijska kuća FX u listopadu 2015. godine naručila je snimanje pilot epizode i sezone koja će se sastojati od sveukupno deset epizoda. Serija je svoju premijeru imala 6. rujna 2016. godine, a dva tjedna poslije mreža FX je obnovila seriju za drugu sezonu. Druga sezona, čiji je naslov Atlanta Robbin' Season svoju premijeru je imala 1. ožujka 2018. godine.
Prva sezona serije pobrala je hvalospjeve kritičara i osvojila brojne nagrade među kojima su i dva Zlatna globusa u kategorijama najbolje televizijske serije (mjuzikl/komedija) i najboljeg glavnog glumca u mjuziklu/komediji (Donald Glover) kao i dvije prestižne nagrade Emmy u kategorijama najboljeg glavnog glumca u humorističnoj seriji te najbolje režije u humorističnoj seriji čime je Glover postao prvim Afroamerikancem u povijesti koji je osvojio Emmyja za najboljeg redatelja humoristične serije.

## Radnja serije
Radnja serije prati svakodnevni život Earna (Donald Glover) u Atlanti (država Georgia) dok on pokušava ponovno zadobiti povjerenje svoje bivše djevojke (ujedno i majke njegove kćeri), svojih roditelja i svog rođaka, rappera čije je umjetničko ime "Paper Boi". Napustivši sveučilište Princeton, Earn nema novca niti doma pa noći provodi ili kod svoje djevojke ili roditelja. Međutim, nakon što shvati da se njegov rođak nalazi na rubu da postane slavan, on očajnički pokušava ponovno s njim obnoviti odnos kako bi na noge postavio svoj život i život svoje kćerke, Lotti.

## Glumačka postava i likovi

### Glavni glumci
- Donald Glover kao Earnest "Earn" Marks - mladić koji je odustao od sveučilišta Princeton kako bi postao menadžer svom rođaku "Paper Boiu" i pokušao od njega stvoriti slavnog izvođača.
- Brian Tyree Henry kao Alfred "Paper Boi" Miles - raper u usponu koji pokušava shvatiti što znači živjeti pravi život, a što život na ulici. On je ujedno Earnov rođak.
- Lakeith Stanfield kao Darius - Alfredova desna ruka i vizionar.
- Zazie Beetz kao Vanessa "Van" Keefer - Earnova bivša/sadašnja djevojka i majka njegove kćerke Lotti.

### Sporedni glumci
- Harold House Moore kao Swiff
- Griffin Freeman kao Dave
- Emmett Hunter kao Ahmad White
- Cranston Johnson kao Deshawn
- Myra Lucretia Taylor kao gđa Marks
- Isiah Whitlock Jr. kao Raleigh Marks

## Popis epizoda

### Prva sezona
Prva sezona serije Atlanta sastoji se od deset epizoda.
- The Big Bang
- Streets on Lock
- Go for Broke
- The Streisand Effect
- Nobody Beats the Biebs
- Value
- B.A.N.
- The Club
- Juneteenth
- The Jacket

## Produkcija
Televizijska mreža FX započela je razvijati seriju još u kolovozu 2013. godine, a u prosincu 2014. godine naručeno je snimanje pilot epizode. Epizodu je režirao Hiro Murai, a snimala se u gradu Atlanti. U listopadu 2015. godine naručeno je snimanje prve sezone serije koja se sastojala od deset epizoda. Glover, koji je odrastao u Atlanti gdje također radi i kao glazbenik, u jednom je intervjuu izjavio da je "grad imao veliki utjecaj na tonalitet same serije".
U siječnju 2017. godine serija je obnovljena za drugu sezonu, ali je mreža FX najavila da se emitiranje serije odgađa za 2018. godinu zbog produkcijske zaposlenosti glavne zvijezde serije, Glovera.

## Kritike
Serija Atlanta pobrala je hvalospjeve televizijskih kritičara. Na popularnoj internetskoj stranici Rotten Tomatoes koja se bavi prikupljanjem kritika prva sezona ima 100% pozitivnih ocjena (za prve četiri epizode prve sezone) temeljene na 61 zaprimljenom tekstu uz prosječnu ocjenu 8.9/10. Zajedničko mišljenje kritičara te stranice glasi: "Ambiciozna i osvježavajuća, serija Atlanta svojim gledateljima nudi jedinstveni i ekscentrični humor svoje zvijezde i autora Donalda Glovera". Na drugoj stranici koja se također bavi prikupljanjem kritika, Metacritic, prva sezona ima prosječnu ocjenu 90/100 temeljenu na 36 zaprimljenih tekstova.
David Wiegand iz San Francisco Chroniclea dao je seriji iznimno pozitivnu kritiku uz opasku: "Scenariji prvih četiriju epizoda koji su postali dostupni kritičarima bogato su nijansirani poput najkvalitetnijih stvari koje danas možete gledati na televiziji ili, čak, i u kinima. Ne samo da ćete odmah upoznati glavne likove nakon samo jedne epizode, već ćete o njima postati ovisni. Na nekoliko nivoa, serija Atlanta podiže letvicu jako visoko". Sonia Saraiya iz Varietyja također je hvalila seriju prozvavši je "kinematografskom, prekrasnom produkcijom koja je možda i jedna od najboljih televizijskih serija ove jeseni".

## Vanjske poveznice
- Atlanta na Internet Movie Databaseu